# Drapeau du Niger
Le drapeau du Niger a été adopté le 23 novembre 1959.
La bande orange représente le désert, situé au nord du pays, la bande verte la plaine fertile du bassin du Niger, au sud du pays, et le rond orange le soleil.

## Dimensions

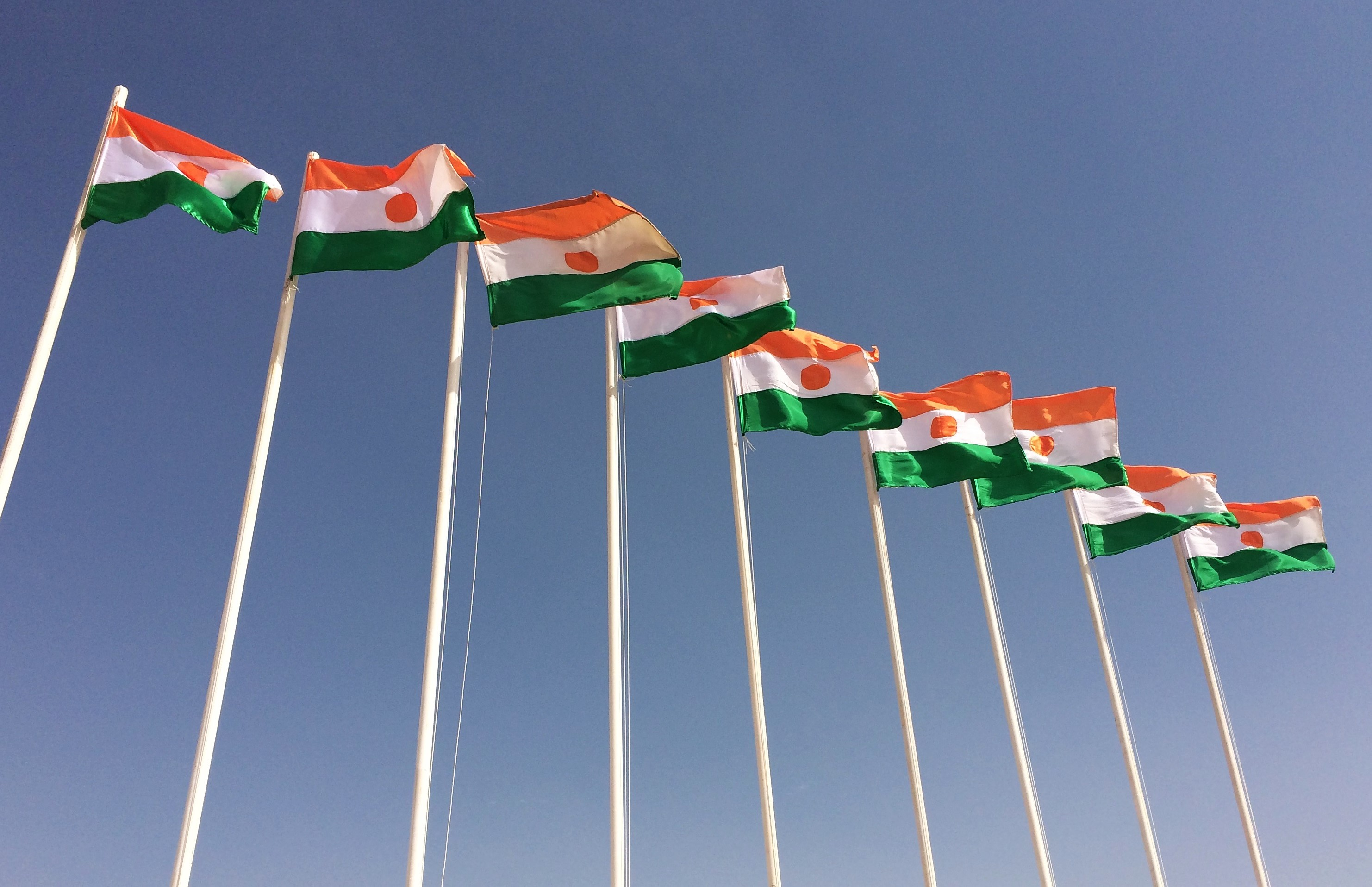
Drapeaux du Niger

Les dimensions du drapeau n'ont jamais été précisées dans la loi depuis son adoption en 1959. Différents formats sont ainsi utilisés dont celui aux dimensions 6:7, relativement inhabituel pour un drapeau. 

### Versions

Ratio 6:7
Ratio 2:3
Ratio 3:5
Ratio 1:2